# Eucyclops elegans
Eucyclops elegans – gatunek widłonoga z rodziny Cyclopidae. Opisał go w 1884 roku Clarence Luther Herrick, nadając mu nazwę Cyclops serrulatus var. elegans.